# Belvís de Monroy
Belvís de Monroy – gmina w Hiszpanii, w prowincji Cáceres, w Estramadurze, o powierzchni 44,98 km². W 2011 roku gmina liczyła 641 mieszkańców.